# دافيد تشيومينتو
دافيد تشيومينتو (22 نوفمبر 1984 في سويسرا - ) هو لاعب كرة قدم سويسري في مركز الوسط. شارك مع منتخب إيطاليا تحت 21 سنة لكرة القدم ومنتخب سويسرا تحت 21 سنة لكرة القدم ومنتخب سويسرا لكرة القدم. أما مع النوادي، فقد لعب مع فانكوفر وايتكابس ونادي زيورخ ونادي سيينا ونادي لوزيرن ونادي لومان ونادي يانغ بويز ويوفنتوس وفانكوفر وايتكابس (نادي كرة قدم).

## مسيرته الكروية
لعب دافيد تشيومينتو خلال مسيرته الاحترافية مع 7 أندية في خمسة عشر موسمًا وسجل خلالها 31 هدفًا ضمن 289 مباراة. حيث فاز في موسمين بالكأس ولم يفز بأي دوري.
خاض دافيد تشيومينتو مسيرته مع نادي يوفنتوس في موسم 2003–04 لمدة موسم واحد، مشاركًا في مباراة ولم يسجل أي هدف. ثم انتقل إلى نادي سيينا في موسم 2004–05 لمدة موسم واحد، حيث شارك في 14 مباراة سجل خلالها هدفًا واحدًا. لينتقل بعدها إلى نادي لومان في موسم 2005–06 لمدة موسم واحد، مشاركًا في 18 مباراة سجل خلالها هدفًا واحدًا أيضًا. ثم انتقل إلى نادي يانغ بويز في موسم 2006–07 لمدة موسم واحد، مشاركًا في 17 مباراة سجل خلالها هدفًا واحدًا أيضًا. هذا وانتقل لاحقًا إلى نادي لوزيرن في موسم 2007–08 واستمر معه طيلة ثلاثة مواسم، مشاركًا في 88 مباراة سجل خلالها 17 هدفًا. ثم انتقل بعدها إلى فانكوفر وايتكابس في موسم 2010 واستمر معه طيلة ثلاثة مواسم، مشاركًا في 44 مباراة سجل خلالها هدفين. ليعود وينتقل من جديد، لكن هذه المرة إلى نادي زيورخ في موسم 2012–13 ليلعب معه خمسة مواسم، مشاركًا في 107 مباراة سجل خلالها 9 أهداف.

## وصلات خارجية
- دافيد تشيومينتو على موقع الدوري الأمريكي (الإنجليزية)
- دافيد تشيومينتو على موقع قاعدة بيانات كرة القدم.إي يو (الإنجليزية)
- دافيد تشيومينتو على موقع ناشيونال فوتبول تيمز (الإنجليزية)
- دافيد تشيومينتو على موقع Soccerway.com (الإنجليزية)
- دافيد تشيومينتو على موقع عالم كرة القدم.نت (الإنجليزية)
- دافيد تشيومينتو على موقع AS.com (الإسبانية)